# Grenal

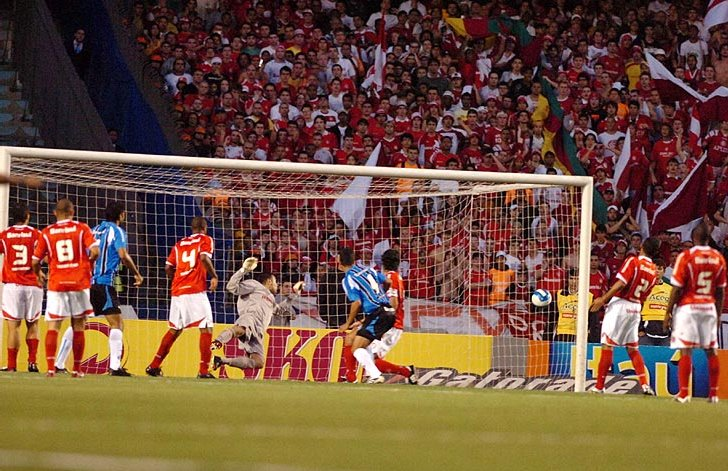
Gre-Nal

Gre-Nal a beceneve két vezető brazíliai futballklub közötti mérkőzéseknek. Mindkettő a déli nagyváros Porto Alegre csapata. A Grê a Grêmio, míg a Nal az Internacional nevek első, illetve utolsó szótagjára utal.

## Történelem
A Gre-Nal az egyik legősibb futball rivalizálás Dél-Amerikában – felkorbácsolt érzelmekkel és versengéssel. Számos jól ismert játékos, mint például Falcão, Ronaldinho, Taffarel, Dunga, Emerson, Éder, Everaldo, Valdomiro Vaz Franco, Renato Gaúcho, Airton Ferreira da Silva és Osmar Fortes Barcellos játszott a Gre-Nal rangadókon.
Ezeken olyan világhírű edzők, mint Luiz Felipe Scolari, Abel Braga, Carlos Alberto Parreira, Telê Santana, Rubens Minelli, Valdir Espinoza, Paulo César Carpegiani és Ênio Andrade vezették őket.

## Állami rivalizálás
A Gre-Nal versengés túlmutat a labdarúgáson. Számos Porto Alegre-i, illetőleg a brazíliai Rio Grande do Sul, Santa Catarina és Paraná államok sok lakója kötődik egyik vagy másik csapathoz, annak minden egyéb vonatkozásával együtt.
A Grêmiót 1903-ban német, míg az Intert 1908-ban olasz, portugál és spanyol bevándorlók alapították.

## Eredmények
Mindkét csapat megnyerte már a dél-amerikai csapatok számára elérhető legjelentősebb kupákat: a Libertadores-kupát és az Interkontinentális-kupát, illetve annak utódját, a FIFA-klubvilágbajnokságot.
A 2009. áprilisi helyzet szerint a két klub 376-szor játszott egymás ellen: 141-szer az Inter, 118-szor a Grêmio nyert, valamint 117-szer végeztek döntetlenre. A Grêmio legnagyobb győzelme 10–0 arányú volt 1909-ben (rögtön az első Gre-Nalon), míg az Inter legnagyobb diadala 7–0 volt 1948-ban.